# ペッシーナ・クレモネーゼ
ペッシーナ・クレモネーゼ（伊: Pessina Cremonese）は、イタリア共和国ロンバルディア州クレモナ県にある、人口約600人の基礎自治体（コムーネ）。

## 地理

### 位置・広がり

#### 隣接コムーネ
隣接するコムーネは以下の通り。
- カッペッラ・デ・ピチェナルディ
- ガッビオネータ＝ビナヌオーヴァ
- イーゾラ・ドヴァレーゼ
- オスティアーノ
- ペスカローロ・エドゥニーティ
- トッレ・デ・ピチェナルディ
- ヴォロンゴ

### 気候分類・地震分類
気候分類では、zona E, 2389 GGに分類される。
また、イタリアの地震リスク階級 (it) では、zona 3 (sismicità bassa) に分類される。

## 行政

### 分離集落
ペッシーナ・クレモネーゼには、以下の分離集落（フラツィオーネ）がある。
- Monticelli Ripa d'Oglio, Cà de' Ferrari, Gerazza, Sant'Antonio D'Anniata, Stilo de' Mariani, Villarocca